# Heimsheim
Heimsheim é uma cidade da Alemanha, no distrito do Enz, na região administrativa de Karlsruhe, estado de Baden-Württemberg.